# グレウサ
グレウサは、うさぎのマスコットキャラクターである。名前の由来は、自らを「グレートなウサギ」と称していることによる。キャッチフレーズは「サイズはS、態度はL！」や「カワイイ顔して態度L！」。
着ぐるみは作られていないが、グレウサのデザインを担当したイラストレーターはしあさことソロアイドルの寺嶋由芙が出演する「寺嶋由芙のグレウサプロデュース大作戦」 に等身大のぬいぐるみの姿で登場している。

## 来歴
2009年12月28日、株式会社フォアキャスト・コミュニケーションズが運営する「MY日テレ」内、「キャラクター」コーナーで連載が開始された4コマまんがの主人公キャラクターとして、イラストレーターのはしあさこがデザインした。
2010年12月、電子書籍サイトパブー、 JUGEMブログ、別冊キャラぱふぇコミック、日テレマーケット 等もで配信・連載が開始された。
2012年11月には、日テレマーケットおよび別冊キャラぱふぇコミックに掲載された4コマ漫画を単行本にしたフルカラーコミック『グレウサ』 が新人物往来社から出版されている。
2014年には「ゆるキャラ大好きアイドル」として活躍中のソロアイドル寺嶋由芙がグレウサ特命プロデューサーに就任し
、生みの親であるイラストレーターはしあさことともに「寺嶋由芙のグレウサプロデュース大作戦」 を「NEO station.TV（ネオステ）」にて配信することが発表され、同年10月28日に初回放送が行われた。この番組は毎週火曜日21時から、ほぼ毎週配信されたが、「NEO station.TV（ネオステ）」の終了に伴い、2016年4月19日第70回最終回配信をもって終了となった。
2016年5月27日、日本最大級のナビゲーションサービス「NAVITIME」公式アプリ内の、着せ替えストアに登場することが 発表され、同日配信が開始された。

## エピソード
誕生日は設定されていない。配信番組内で、（自称）兄弟キャラクターであるジンギスカンのジンくんと同じ4月29日（「白い二つの耳の、口の悪いウサギの日」）にする案が出たが、採用されなかった。

## 漫画の登場キャラクター一覧
| 名前                   | 分類   | 備考 |
| ---------------------- | ------ | --- |
| グレウサ               | うさぎ | 出身地：謎 職業：ペット 自分の飼い主を「動物の言葉が理解できる人」にしてしまう不思議なうさぎ。態度が大きく俺様口調。思ったことはすぐ態度に出る。チーカマとポテチをこよなく愛する。嫌いな物はニンジンとキャベツゆえ便秘気味。 |
| 山田幸子               | 人間   | 出身地：北海道 大学2年生。東京在住。極度のネガティブ思考ゆえ友達が少なく、恋人にも振られてしまう。グレウサの力で動物の言葉が理解できるように。弁当屋でときどきバイトをしている。 名前を覚えてもらえないキャラNo.1。          |
| サンマ                 | 魚     | 生産地：北海道 スーパーで売っていたサンマ。よく言えば博識で饒舌だが、はっきりいってウザい。水槽の水は自分で替えている。人工海水はこっそりネットで購入。同種の友達に鈴木、佐藤、田中、タケウチ、テラシマ、アベ。              |
| ちゅー太               | ネズミ | 出身地：東京都 ドジでおバカなネズミ。幸子宅の屋根裏に生息。好物はベタにチーズ。家族は総勢101匹（一番姉さん、二番姉さん、三番姉さん、ショー太、他）。                                                                         |
| すず子                 | 鳥     | 生産地：埼玉県 うるさいスズメ。家の掃除のほとんどを担当。好物虫。幸子宅の本棚に巣を作って寝ている。 |
| 川畑のぞみ             | 人間   | 出身地：東京都 幸子と同じ大学に通う友人。有名雑誌のモデルとして活動。しかも実家は超お金持ちという非の打ち所もない美女。しかしとても怪力。執事の名前はマイケル。                                                              |
| 国産牛                 | 牛     | 生産地：オーストラリア のぞみの飼っている牛。口癖は「シャッチョサーン」。 |
| ジンギスカンのジンくん | 羊     | 生産地：北海道 いつも食べられかけている。毛が耐熱防火にものすごくすぐれているらしい。 |
| 海野すすむ             | 人間   | 出身地：神奈川県 幸子、のぞみと同じ大学で同じ学科。学科のエース。基本的に面倒くさがり屋。趣味はコスプレ（女装？）。 |

## 配信番組
コミュニケーション総合ポータルサイト「NEO station.TV（ネオステ）」の公式キャラクターである「グレウサ」を全国区のキャラクターに育てるための配信番組「寺嶋由芙のグレウサプロデュース大作戦」 が「NEO station.TV（ネオステ）」にて、毎週火曜日21時（第03回までは20時）から配信されている。初回放送は2014年10月28日、現在も継続中である。2015年11月からは、ニコニコ生放送での同時配信およびタイムシフト配信も行われるようになり、各種スマートフォン・タブレットからの視聴も可能になった。
番組のレギュラー出演者は、寺嶋由芙とはしあさこ であるが、ゲストが参加することもある。
サブタイトルは、だいたいがダジャレか何かのパロディー。
| 回数   | 配信日         | タイトル                                                                    | 内容・その他                                                                    | 関連記事                                                |
| ------ | -------------- | --------------------------------------------------------------------------- | ------------------------------------------------------------------------------- | ------------------------------------------------------- |
| 第01回 | 2014年10月28日 | 「ゆっふぃー×グレウサ プロデュース大作戦！「はじめまして♪」編」             |                                                                                 | ゆふろぐ2014年10月28日                                  |
| 第02回 | 2014年11月4日  | 「ゆっふぃー×グレウサ プロデュース大作戦！第２話」                          | はし先生お休み                                                                  |                                                         |
| 第03回 | 2014年11月11日 | 「ゆっふぃー×グレウサ プロデュース大作戦！第３話」                          | 新ステッカーを考える                                                            | ゆふろぐ2014年11月12日                                  |
| 第04回 | 2014年11月18日 | 「ゆっふぃー×グレウサ プロデュース大作戦！第４話」                          | 新グッズデザインを考える                                                        | ゆふろぐ2014年11月19日                                  |
| 第05回 | 2014年11月25日 | 「ゆっふぃー×グレウサ プロデュース大作戦！第５話」                          |                                                                                 | ゆふろぐ2014年11月26日                                  |
| 第06回 | 2014年12月2日  | 「ゆっふぃー×グレウサ プロデュース大作戦！第６話」                          |                                                                                 | ゆふろぐ2014年12月3日                                   |
| 第07回 | 2014年12月9日  | 「寺嶋由芙のグレウサプロデュース大作戦！第７回」                            |                                                                                 | ゆふろぐ2014年12月10日                                  |
| 第08回 | 2014年12月16日 | （ほぼ番外編）「期待のゲストと一緒に大忘年会」                              | 忘年会SP ゲスト：min（イラストレーター） がみ（イラストレーター）               | ゆふろぐ2014年12月17日                                  |
| 第09回 | 2014年12月23日 | 「今年のグレウサ納め☆年賀状はお早めに」                                     |                                                                                 |                                                         |
| 第10回 | 2015年1月13日  | 「2015年のグレウサ初め☆新年あけましておめでとう」                           |                                                                                 | ゆふろぐ2015年1月14日 グレウサブログ10回予告            |
| 第11回 | 2015年1月20日  | 「成立なるか？目標ポイントまでのカウントダウン！」                          |                                                                                 | ゆふろぐ2015年1月21日 グレウサブログ11回予告            |
| 第12回 | 2015年1月27日  | 「祝☆ゆっふぃー初舞台！グレウサ企画第４弾開始！？」                         |                                                                                 | ゆふろぐ2015年1月28日 グレウサブログ12回予告            |
| 第13回 | 2015年2月3日   | 「福は内☆グレウサ企画第４弾開始！｣                                          | はし先生お休み                                                                  | ゆふろぐ2015年2月4日                                    |
| 第14回 | 2015年2月10日  | 「ＨＥＹ×３ 時には起こすよグレウサムーブメント」                            | はし先生お休み                                                                  | ゆふろぐ2015年2月11日                                   |
| 第15回 | 2015年2月17日  | 「流行語狙いで、まだまだグレウサムーブメント」                              | ゆっふぃーイベントにはし先生映像                                                | ゆふろぐ2015年2月18日 グレウサブログ15回レポ            |
| 第16回 | 2015年2月24日  | 「番組にはテーマソングがつきもの？！」                                      | ジングル相談                                                                    | ゆふろぐ2015年2月25日 グレウサブログ16回レポ            |
| 第17回 | 2015年3月3日   | 「3月3日は耳の日だからウサギについて考える」                                | うさみみ配信                                                                    | ゆふろぐ2015年3月4日 グレウサブログ17回レポ             |
| 第18回 | 2015年3月10日  | 「さぁ！第５弾プロジェクトが始まるよ☆」                                     | ゲスト：小石田純一・メカイノウエ                                                | ゆふろぐ2015年3月11日 グレウサブログ18回レポ            |
| 第19回 | 2015年3月17日  | 「良いものを選んで☆つれてったグレウサ品評会」第1回#つれてったグレウサ品評会 | 優勝者：ばんちゃん（番組スタッフ）                                              | ゆふろぐ2015年3月18日 グレウサブログ19回レポ            |
| 第20回 | 2015年3月24日  | 「なんとか愛され放送20回！おめでとう祭り☆」                                 | クリアファイルデザイン                                                          | ゆふろぐ2015年3月25日 グレウサブログ20回レポ            |
| 第21回 | 2015年3月31日  | 「楽あり苦ありのグレウサプロジェクト☆年度末総決算」                         | クリアファイルデザイン                                                          | ゆふろぐ2015年4月1日 グレウサブログ21回レポ             |
| 第22回 | 2015年4月7日   | 「新生活スタートだから、新企画もスタートしよう☆」                           | 新生活応援！メッセージ色紙販売                                                  | ゆふろぐ2015年4月9日 グレウサブログ22回レポ             |
| 第23回 | 2015年4月14日  | 「ＧＷ進行で焦らぬために！缶バッチ企画をまとめよう」                        | クリアファイル、缶バッチデザイン                                                | ゆふろぐ2015年4月15日                                   |
| 第24回 | 2015年4月21日  | 「ＧＷ進行で大変なはしさんを励まそう」                                      | クリアファイル、缶バッチデザイン                                                | ゆふろぐ2015年4月22日 グレウサブログ24回レポ            |
| 第25回 | 2015年4月28日  | 「女性ファン獲得大作戦！」                                                  | はし先生お休み                                                                  | ゆふろぐ2015年4月30日                                   |
| 第26回 | 2015年5月12日  | 「第２回＃つれてったグレウサ品評会」                                        | 優勝者：有明ガタゴロウ（ゆるキャラ）                                            | ゆふろぐ2015年5月13日                                   |
| 第27回 | 2015年5月19日  | 「グレレレレレレレ大作戦～女子ウケプロジェクト」                            | リリイベでゆっふぃーお休み                                                      | 由芙さんお休み                                          |
| 第28回 | 2015年5月26日  | 「グレウサのオリジナルアプリが欲しい」                                      |                                                                                 | ゆふろぐ2015年5月27日                                   |
| 第29回 | 2015年6月2日   | 「まだまだアプリ～月が替わって、6月よ！」                                   |                                                                                 | ゆふろぐ2015年6月3日                                    |
| 第30回 | 2015年6月9日   | 「30回記念に30歳のお誕生会♪」                                               | ゆっふぃーお休み                                                                |                                                         |
| 第31回 | 2015年6月16日  | 「売れウサになるための環境とは？」                                          | グレウサグッズLOFT販売決定                                                      | ゆふろぐ2016年6月17日                                   |
| 第32回 | 2015年6月23日  | 「全国のゆるキャラに学ぼう！」                                              | はし先生お休み、グレスト命名                                                    | ゆふろぐ2015年6月24日                                   |
| 第33回 | 2015年6月30日  | 「人類グレスト化計画」                                                      |                                                                                 | ゆふろぐ2015年7月3日                                    |
| 第34回 | 2015年7月7日   | 「よ！年女☆ゆっふぃー誕生日前夜スペシャル」                                 |                                                                                 | ゆふろぐ2015年7月7日                                    |
| 第35回 | 2015年7月14日  | 「羊飼いしゃーん！ゆふぃすとしゃーん！」                                    | ゆふぃすと＝グレスト？                                                          | ゆふろぐ2015年7月15日                                   |
| 第36回 | 2015年7月21日  | 「声に出して言いたいグレウサ」                                              | 三連休のお話                                                                    | ゆふろぐ2015年7月22日                                   |
| 第37回 | 2015年7月28日  | 「売れる方法は、ぐぐれうさなの！」                                          |                                                                                 | ゆふろぐ2015年7月29日                                   |
| 第38回 | 2015年8月4日   | 「ジンくんに便乗で売れようか？…グレ断る！」                                 |                                                                                 | ゆふろぐ2015年8月5日                                    |
| 第39回 | 2015年8月11日  | 「うさぎ追いしかの山の日スペシャル」                                        | クリーニング前最後の回                                                          | ゆふろぐ2015年8月12日                                   |
| 第40回 | 2015年8月25日  | 「第3回#つれてったグレウサ品評会」                                          |                                                                                 | ゆふろぐ2015年8月26日                                   |
| 第41回 | 2015年9月1日   | 「うさぎセプテンバーラブ」                                                  |                                                                                 | ゆふろぐ2015年9月1日                                    |
| 第42回 | 2015年9月8日   | 「９月になればウサギは」                                                    | 初心に帰って企画会議                                                            | ゆふろぐ9月9日                                          |
| 第43回 | 2015年9月15日  | 「てらしまはしでウサウサギー」                                              | はし先生お休み、ばんちゃん回                                                    | ゆふろぐ2015年9月16日                                   |
| 第44回 | 2015年9月29日  | 「グレイベ企画会議」                                                        | 女子会配信、イベントでやりたいこと                                              | ゆふろぐ2015年10月3日（由芙さんiPhone不調画像無し）     |
| 第45回 | 2015年10月6日  | 「ネオステの配信で特別補習」                                                | ゲスト：あべちゃん（キャラぱふぇ紹介）                                          | ゆふろぐ2015年10月7日                                   |
| 第46回 | 2015年10月13日 | 「ウサササイズで体をむぅ～びんぐ」                                          | ゆっふぃーLIVE先行抽選受付                                                      | ゆふろぐ2015年10月14日                                  |
| 第47回 | 2015年10月20日 | 「１年の在庫は繰り越さない！在庫一斉セール」                                | ウサギさん福袋を大放出！                                                        | ゆふろぐ2015年10月21日                                  |
| 第48回 | 2015年10月27日 | 「1周年記念☆見せられるものなら見せたい大総集編！」                          | 1周年記念色紙の販売                                                             | ゆふろぐ2015年10月28日                                  |
| 第49回 | 2015年11月3日  | 「新章突入！スマホでグレウサだってばよ」                                    | ピューロランドライブの日（この回からニコ生同時放映）                            |                                                         |
| 第50回 | 2015年11月10日 | 「帰ってきたはしウサ」                                                      | ゆっふぃーお休み はし先生お仕事実況中継、Tシャツ超☆先行予約スタート             |                                                         |
| 第51回 | 2015年11月17日 | 「超画期的！泥縄式Ｔシャツ製作プロジェクト」                                | Tシャツデザイン、色決め（タケウチしゃんと相談）                                 | ゆふろぐ2015年11月18日                                  |
| 第52回 | 2015年11月24日 | 「ウサギに残る祭りのあと 二人は燃え尽きた」                                 | １００％雑談回                                                                  | ゆふろぐ2015年11月26日                                  |
| 第53回 | 2015年12月1日  | 「待ちに待ったキャラぱふぇ発売日！」                                        |                                                                                 |                                                         |
| 第54回 | 2015年12月8日  | 「どうなる、ゆふぃウサ？！２０１６年の話をします」                          |                                                                                 | ゆふろぐ2015年12月8日                                   |
| 第55回 | 2015年12月15日 | 「第4回＃つれてったグレウサ品評会」                                         |                                                                                 | ゆふろぐ2015年12月15日                                  |
| 第56回 | 2015年12月22日 | 「期待のゲストと一緒に大忘年会2015」                                        | 忘年会 ゲスト：あべちゃん・井上さん                                             | ゆふろぐ2015年12月23日                                  |
| 第57回 | 2016年1月12日  | 「２０１６年のグレウサ初めでございます」                                    | はし先生お休み、イベント開催宣伝回                                              | ゆふろぐ2016年1月12日前日予告                           |
| 第58回 | 2016年1月19日  | 「イベントが近いぞ～！みんな絶対来いよ～！」                                |                                                                                 | ゆふろぐ2016年1月19日前日予告                           |
| 第59回 | 2016年1月26日  | 「すべてはイベントの結果次第なのだ！」                                      | イベント振り返り                                                                | ゆふろぐ2016年1月27日 ゆふろぐイベント記事2016年1月25日 |
| 第60回 | 2016年2月2日   | 「ウサギ60回 下天のうちをくらぶれば」                                       | ツインテールの日特別ツインテールチェキ                                          | ゆふろぐ2016年2月2日                                    |
| 第61回 | 2016年2月9日   | 「分からないから…じゃない！使うんだよ！！」                                 | インスタグラムを使おう                                                          | ゆふろぐ2016年2月9日前日予告                            |
| 第62回 | 2016年2月16日  | 「ポムがキャラならグレもキャラ！」                                          | グレウサウィキペディアを作ろう                                                  | ゆふろぐ2016年2月16日                                   |
| 第63回 | 2016年2月23日  | 「ゆふぃウサからの重大なお知らせ」                                          | BL路線回避 キンプリの衝撃                                                       | ゆふろぐ2016年2月24日                                   |
| 第64回 | 2016年3月8日   | 「風呂屋の釜にはなっちゃダメ！」                                            | ゆっふぃー始球式の感想 グッズのアイデアを公式ツイッターへのリプで募集           | ゆふろぐ2016年3月8日始球式だったので…                   |
| 第65回 | 2016年3月15日  | 「つれてったグレウサ品評会はじまる！」                                      | はし先生お休み。新グレウサマスコット発売の発表。                                | ゆふろぐ2016年3月18日                                   |
| 第66回 | 2016年3月22日  | 「グレウサ大地に立つ！！」                                                  | はし先生ANAのシステムトラブルで飛行機飛ばず札幌から中継。                       |                                                         |
| 第67回 | 2016年3月29日  | 「あなたもわたしもグレウサダー」                                            | 広めるには薄い本？コスプレ？ そして大切なお知らせ                               | ゆふろぐ2016年3月30日                                   |
| 第68回 | 2016年4月5日   | 「第5回＃つれてったグレウサ品評会」                                         | ゲスト：あべちゃん 品評会：優秀貢献賞 ゆっふぃー                                | ゆふろぐ2016年4月5日                                    |
| 第69回 | 2016年4月12日  | 「世界の中心でヒットを叫んだうさぎ」                                        | 7割方ポムの話題。 Wikiを見ながら番組振り返り。                                  | ゆふろぐ2013年4月13日                                   |
| 第70回 | 2016年4月19日  | 「グレを継ぐ者～さらば愛しきゆふぃウサよ」（最終回）                        | 1周年の総集編を再度放送。「寺嶋由芙の育乳プロデュース」の話題。ゲストばんちゃん | ゆふろぐ2016年4月20日                                   |

## イベント
- 2016年1月24日、「寺嶋由芙のグレウサプロデュース大作戦」放送60回目前特別企画として、新大久保LakeHouseにて、ファン参加の公開イベント「寺嶋由芙のグレウサプロデュース大作戦 オン・ステージ！」が開催された（ ゆふろぐ2016年1月25日 ）。

## グッズ
2014年4月にぬいぐるみがアミューズメント専用景品として発売。
「寺嶋由芙のグレウサプロデュース大作戦」内で、Tシャツ・ぬいぐるみ・ストラップ・クリアファイル等の各種グッズが企画・制作され、同番組のサイトで販売されている。グレウサグッズは、原則として同番組サイトでの限定販売であるが、羽生キャラクターサミット等のゆるキャライベントの、同じくはしあさこデザインのキャラクタージンギスカンのジンくんのブース内、番組の公開イベントでもグレウサグッズが販売されたことがある。
2016年3月現在　工房アルティスタ購買部、MARUZEN&ジュンク堂書店札幌店でも購入可能（キャラぱふぇ2016年5-6月号より）。
2016年2月から11月にかけて行われる「ジンギスカンのジンくん 全国ロフトツアー」で全国各地のロフトに期間限定で設置されるジンギスカンのジンくんブース内で、グレウサのグッズも販売されている
（札幌ロフト2/27-3/13、横浜ロフト3/19-4/3、 梅田ロフト　4/9-24、池袋ロフト4/30-5/15、広島ロフト5/21-6/5、仙台ロフト6/11-26、渋谷ロフト7/2-17、京都ロフト7/23-8/7、天神ロフト8/13-8/28、、鹿児島ロフト9/3-18、松山ロフト9/24-10/9、有楽町ロフト 10/15-30、ツアーファイナル札幌凱旋イベント11/12.13）。